# Santbernat
El santbernat és una raça de gos originària dels Alps suïssos, és el gos bover més famós juntament amb el mastí dels Pirineus, i és molt proper al gran bover suís. Descendeix de l'extint mastí dels Alps, que es va mesclar amb altres races com el mastí tibetà, els terranova i el gran danès. Són animals d'una gran corpulència (generalment mesuren 70 cm i pesen 80 kg) que antigament s'empraven per rescatar persones. Deu el seu nom a sant Bernat d'Aosta, un canonge que fundà un hospici als Alps per a viatgers i pelegrins, a càrrec d'una congregació de canonges (la Congregació Hospitalera del Gran Sant Bernat) que els feien servir. El santbernat és el noble gegant dels gossos, que prové dels Alps. La seva fama en l'auxili de persones extraviades en els alts Alps és molt real i ben merescuda. Alguns d'aquests gossos van salvar la vida a moltes persones en aquelles altures durant les tempestes de neu.

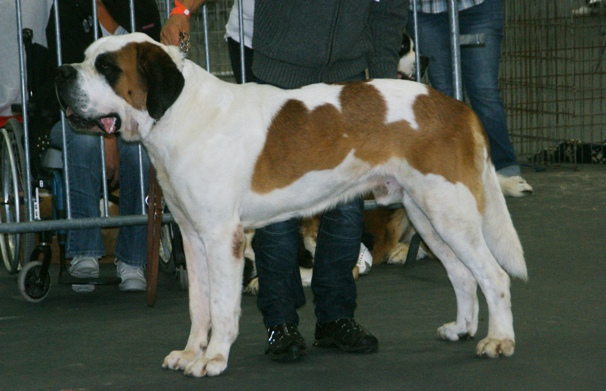
Sant Bernat de pel curt

## Descripció

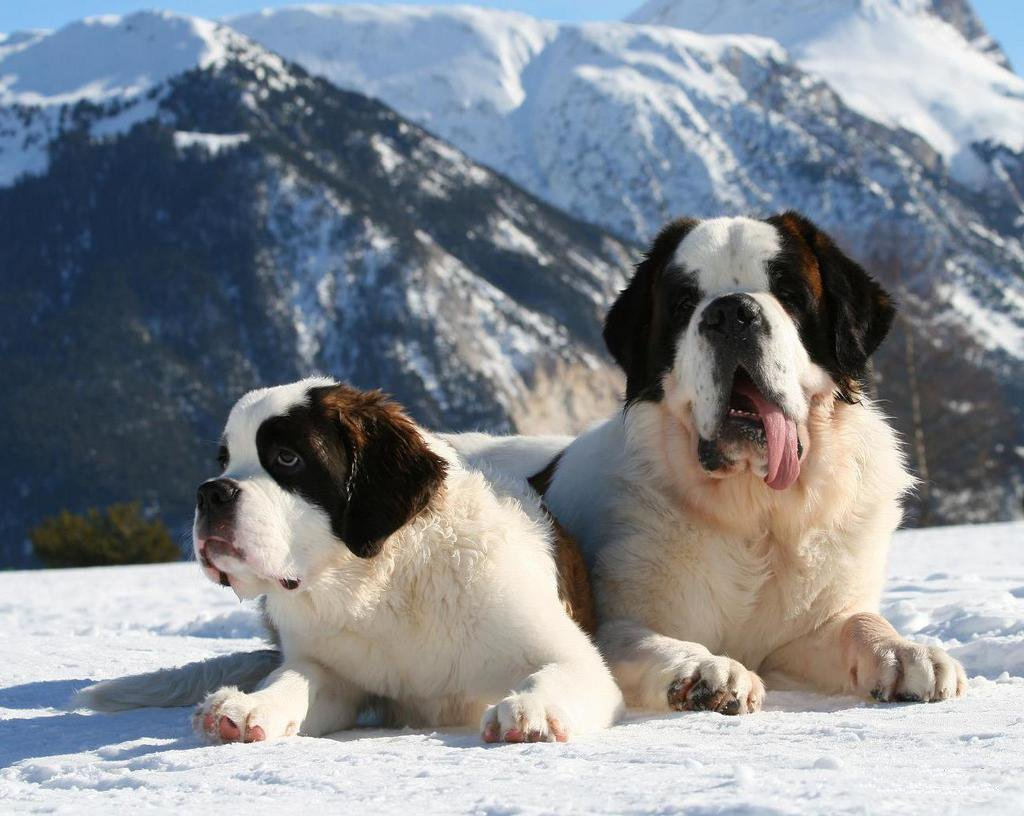
Gos de Sant Bernat

El santbernat és un gos gegant i massiu. La seva constitució és almenys doble. La seva forma és quadrada. És tan alt com llarg. Aquesta raça va ser creada per treballar en la neu alta, requerint que les seves extremitats siguin proporcionals a la seva altura.
- Aparença general: D'expressió benvolent, digna i intel·ligent.
- Cap: Gran, massiu, arrodonit i bastant simètric.
- Ulls: Foscs, de grandària mitjana. De mirada atenta però no penetrant.
- Stop: El stop, part frontal del cap sota el front, és moderat.
- Orelles: Col·locades a l'altura dels ulls. De grandària mitjana. Les manté caigudes, pegades a les galtes.
- Musell: Curt. Nas negre.
- Pèl: Mantell interior abundant. Mantell exterior, dos tipus:
- Ventrada: Usualment la ventrada és de cinc a sis. Es registren ventrades de fins a 22 cries.
- Pèl curt: Relativament curt, dens, llis, pegat al cos, sense ser aspre al tacte. En la part posterior del cos el pèl pot ser lleugerament onejat. Es nota més dens en les cuixes. En la base de la cua el pèl és dens i més llarg, i és més curt cap a la punta.
- Pes: El pes oscil·la entre 55 a 90 kg.
- Pèl llarg: De llarg mig, de llis a lleugerament onejat, i es noten més les ones en la part posterior del cos. Es nota més dens en les cuixes. En la cua el pèl és dens.
- Altura: Els mascles fan almenys 70 cm. L'altura mínima de les femelles és de 65 cm.
- Color de pèl: El color preferit és blanc amb taques castanyes vermelloses; les taques poden ser atigrades castanyes vermelloses i castanyes vermelloses groguenques (ataronjades).
- Cua: Llarga, caiguda. Lleugerament arquejada en la punta. La punta no ha d'aixecar-se més alta que el dors i (esquena) quan el gos està actiu.

## Importància en estudis evolutius
Un equip d'investigadors de la Universitat de Manchester, dirigit per Chris Klingenberg de la facultat de Ciències Biològiques, va examinar 47 cranis de santbernats donats per criadors suïssos al Museu d'Història Natural de Berna que abasten un període de 120 anys, des d'exemplars moderns fins aquells antics gossos de l'època en què es va definir inicialment l'estàndard d'aquesta raça.
Comparats amb els seus avantpassats, els santbernats moderns tenen cranis més amples, l'angle entre el nas i el front més pronunciat, i també una protuberància més considerable sobre els ulls. Aquests canvis són descrits exactament com desitjables en els estàndards de la raça. Clarament, no es deuen a altres factors com el creixement general, ja que no proporcionen a l'animal cap avantatge física, pel que podem estar segurs que han evolucionat només per les consideracions selectives dels criadors. Aquesta investigació demostra com la selecció, ja sigui natural o en aquest cas influenciada artificialment per l'home, és la força motora fonamental darrere de l'evolució de la vida al planeta.
Descendeix de l'extint Mastí dels Alps, que es va mesclar amb altres races com el mastí tibetà, el Terranova i el gran danès. En algun moment va arribar a l'hospici de Sant Bernat (Alps Suïssos) i van ser adoptats pels monjos, se suposa que en els segles XV i XVI, on es va fer famós rescatant a escaladors (molt més endavant tot el món ho coneixeria pels anuncis del brandi). Els santbernats actuals tenen poc a veure amb l'antic salvament i són cada vegada més grans i massissos.

## Història
En el pas de muntanya de la Gran Muntanya St Bernhard, a 2.469 metres sobre el nivell del mar, uns monjos van fundar al segle xi, un hospici per a viatgers i pelegrins. Allà es van criar, des de mitjan segle xvii, gossos grans de muntanya per a guàrdia i vigilància. L'existència d'aquells gossos està documentada gràficament des de 1695 i per escrit en unes cròniques de l'hospici des de l'any 1707. Aquests gossos aviat es van utilitzar com a gossos d'escorta i, especialment, com gossos de salvament per a viatgers perduts en la boira i la neu. Hi ha cròniques publicades en molts idiomes sobre les nombroses vides que van ser salvades per aquests gossos de la "mort blanca" i relats de soldats que van creuar el pas de muntanya amb Napoleó Bonaparte cap a l'any 1800, al segle xix, que van estendre la fama del gos de Sant Bernat per tot Europa.
Ja anomenat en aquell temps "Barry Hund", i el llegendari "Barry" es va convertir en el símbol del gos de rescat. Els avantpassats directes del gos de Sant Bernat van ser els molt estesos gossos de gran mida, de camperols de la regió. Aquests gossos de gran mida es van convertir en poques generacions, seguint un patró ideal, en la raça actual.

## Veterinària

Sant Bernats de pel curt

Per a aquelles persones que tenen l'espai en la seva llar on mantenir un d'aquests gegants, el santbernat és la mascota perfecta. Un gos summament noble i bo cap als nens de la casa, els maltractaments infantils no poden ser permesos; també és noble amb les altres mascotes. La seva disposició li permet adaptar-se a la vida en apartament, però la grandària és una mica de considerar. Fa molt bé en una casa amb pati voltat. El consum de menjar d'aquest gos pot ser una renda.
Per la seva forma d'ésser ensaliva tota la casa i també ronca.
El santbernat és propens a algunes malalties congènites:
- Displàsia de maluc canina
- Problemes cardíacs
- Dilatació gàstrica

El santbernat, com que és un dels gossos amb major pes, té una esperança de vida limitada en comparació d'altres gossos. Tenint una cura com cal, ha d'assolir de 8 a 10 anys.